# Lukmanier-hágó

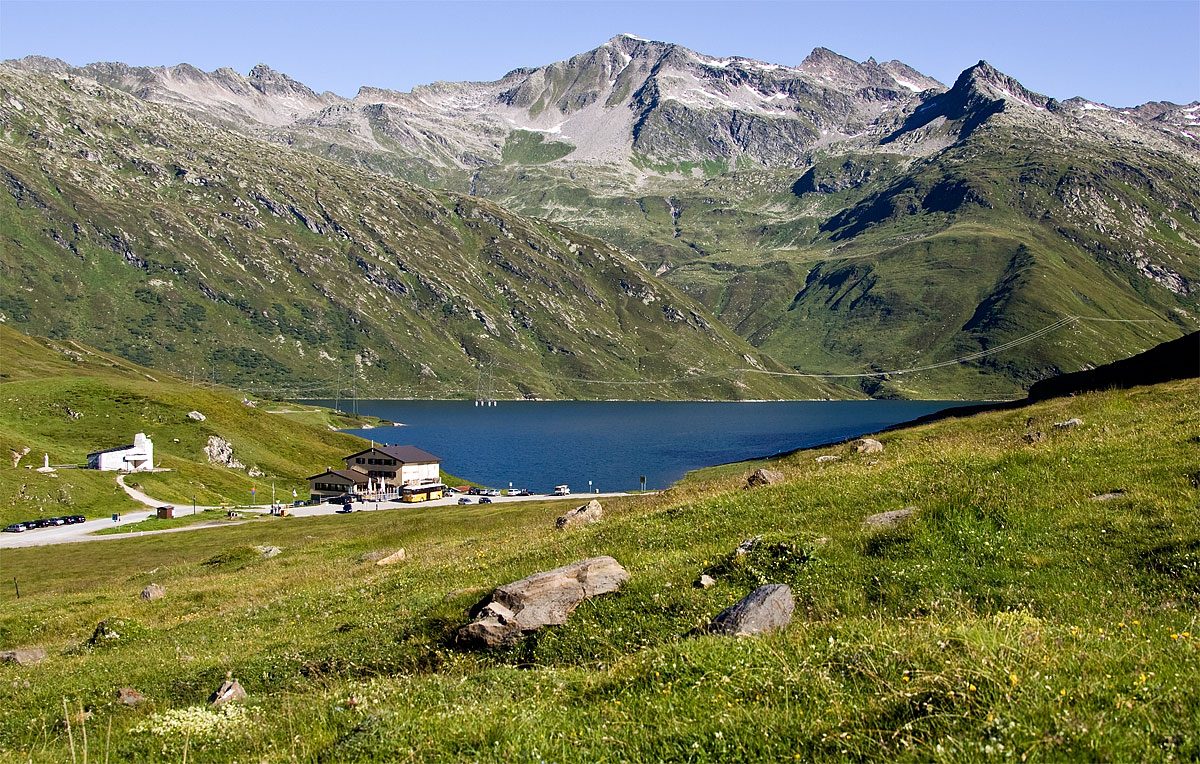
Lukmanier-hágó

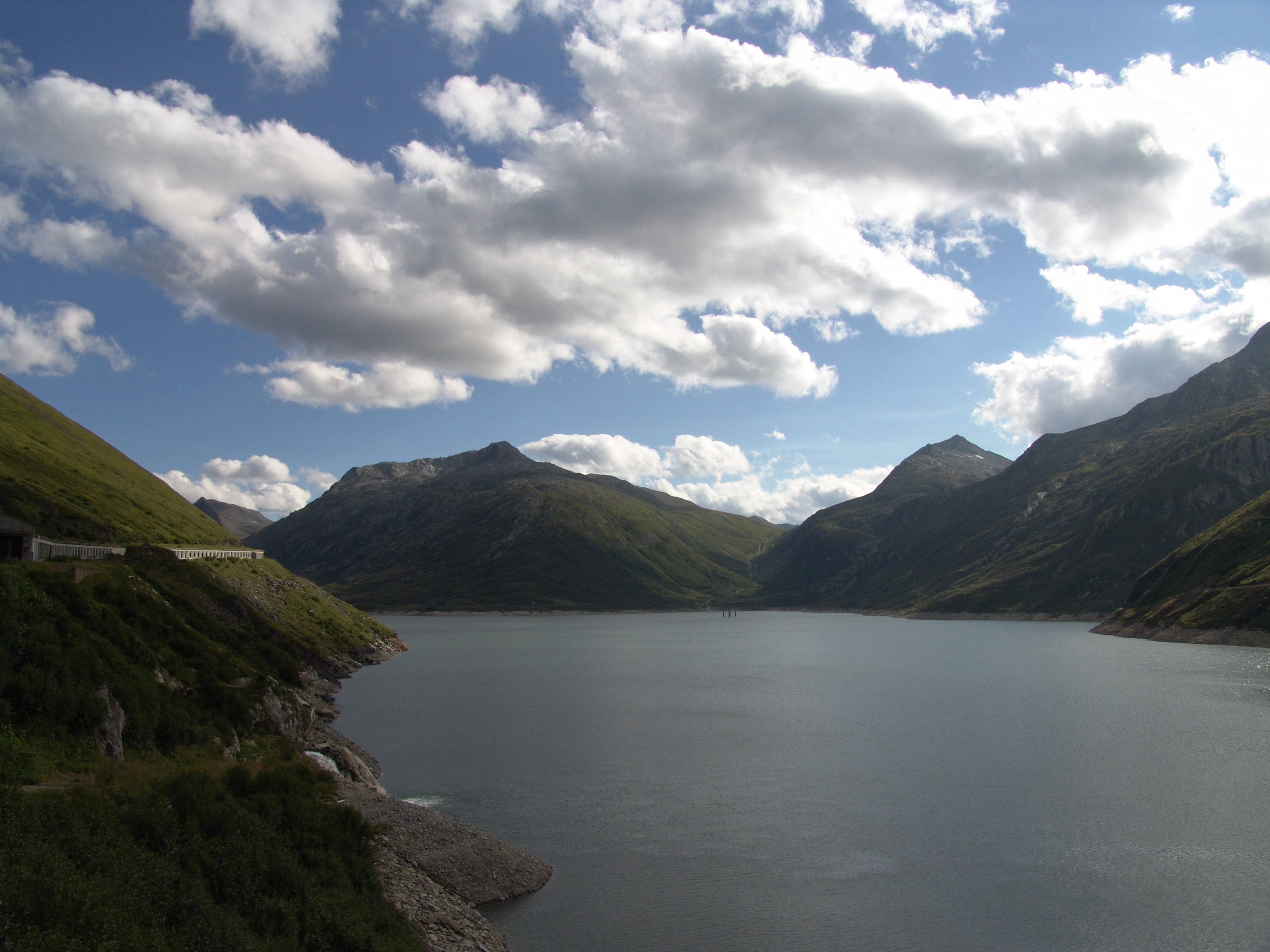
Lai da Sontga Maria

A Lukmanier-hágó (olaszul Passo del Lucomagno, rétorománul Cuolm Lucmagn), a svájci Alpokban található Graubünden és Tessin határán 1914 méter tengerszint feletti magasságban.  Az út Disentistől a Medel-völgyön (Val Medel) keresztül vezet a hágó magasságáig, de a tulajdonképpeni kulminációs pontját 1972 méteren éri el. Déli irányba haladva a Blenio-völgyön keresztül Biascába vezet az út.
A Lukmanier-hágó az egyetlen hely, ahol a svájci Alpokon át lehet kelni autóval anélkül, hogy 2000 méternél magasabbra kellene menni. Nem bizonyított dolog, hogy az utat már a rómaiak is használták-e rendszeresen. Először a Frank Birodalomban lett népszerű, amikor a 8. század elején megépült a Disentis apátság. Az érett középkorban és a kései középkorban, elsősorban a Stauf dinasztia idején a Lukmanier Svájc egyik legfontosabb észak-déli összeköttetése volt, de később a Szent Gotthárd-hágó és a Splügen-hágó megnyitásával elveszítette szerepét.
1374-ben az apátság létrehozott egy Szent Máriának szentelt hospitiumot, de 1964-ben az épület a kápolnával együtt egy mesterséges víztározó létrehozása során megszűnt. Mindkét épületet újra építették.
A 19. század közepén a német-svájci kantonok és Tessin közötti, az Alpokon keresztül haladó vasútvonal tervezésénél a Lukomanier felé vezető útvonal előnyösebb lett volna, mivel nem kellett volna drága alagutat építeni, de 1869-ben végül mégis a Reuss-völgyön és Leventinán keresztül haladó Gotthard-vasút mellett döntöttek. 1872-ben Graubündenben és 1877-ben Tessinben egy modern autóutat nyitottak a Lukmanier-hágón, de elveszítette szerepét, mint régiókat összekötő tengely, amikor megépült a Gotthard-autópálya és 1980-ban megnyílt a Gotthárd-alagút.
A hágó 1980 óta télen zárva van, mert a kantonok nem vállalják a téli szezon 700 000 svájci frankra becsült költségét. Egy ötéves próbaidő után a Pro Lucmagn egyesület elérte, hogy a „lehető leghosszabb ideig tartó téli nyitvatartás” projektet további öt évre – 2010-ig meghosszabbították.
A közép-svájci erőművek kihasználták a hágó relatív alacsony magasságát a Lukmanier-vezeték – egy 380 kV magasfeszültségű vezeték az Alpokon át - építéséhez. Mivel a vezeték régebbi, mint a felduzzasztott tó, egy magasfeszültségű oszlopot 28 méter magas betonlábakra helyeztek a tó közepén (ezzel elkerülve a vezeték drága, engedélyeztetés-köteles áthelyezését).

## Fordítás
- Ez a szócikk részben vagy egészben  a   Lukmanierpass című német Wikipédia-szócikk fordításán alapul.  Az eredeti cikk szerkesztőit annak laptörténete sorolja fel. Ez a jelzés csupán a megfogalmazás eredetét és a szerzői jogokat jelzi, nem szolgál a cikkben szereplő információk forrásmegjelöléseként.